# Бургхаузенские анналы
Бургхаузенские анналы лат. Annales Burghausenses — написанные на латинском языке в г. Бургхаузен (Бавария) в 1470 г. неким "Эразмом Зайном из Фрейзинга" заметки главным образом по истории Священной Римской империи. Охватывают период с 1100 по 1322 гг.

## Издания
- Annales Burghausenses / ed. G. Waitz // MGH, SS. Bd. XXIV. Hannover, 1879, p. 61-62[1].

## Переводы на русский язык
- Бургхаузенские анналы в переводе И. М. Дьяконова на сайте Восточной литературы